# Stanisław Pietrow
Stanisław Jewgrafowicz Pietrow (ros. Станислав Евграфович Петров; ur. 7 września 1939 we Władywostoku, zm. 19 maja 2017 we Friazinie) – rosyjski wojskowy, podpułkownik Armii Radzieckiej, który 26 września 1983 roku prawidłowo rozpoznał błąd radzieckiego systemu wczesnego ostrzegania przed atakami jądrowymi i łamiąc procedury wstrzymał się z poinformowaniem dowództwa o domniemanym „ataku Stanów Zjednoczonych”. Uznaje się, że jego trzeźwa ocena sytuacji mogła zapobiec wybuchowi globalnego konfliktu nuklearnego.

## Sytuacja polityczna w 1983
Pierwsza połowa lat 80. była jednym z najbardziej napiętych okresów zimnej wojny. Związek Radziecki dokonał inwazji na Afganistan, doszło do bojkotu Igrzysk Olimpijskich w Moskwie. Równocześnie, ze względu na produkcję przez ZSRR pocisków balistycznych SS-20, siły NATO zapowiadały znaczną ekspansję arsenału w bezpośrednim sąsiedztwie supermocarstwa. 1 września 1983 roku Armia Radziecka zestrzeliła cywilny lot Korean Air 007, co doprowadziło do jeszcze poważniejszej eskalacji konfliktu na arenie międzynarodowej i w odczuciu KGB przybliżało widmo niezapowiedzianego ataku nuklearnego ze strony Stanów Zjednoczonych.
W tym właśnie miesiącu Pietrow pełnił dyżur w podmoskiewskim centrum dowodzenia Sierpuchow-15 (nazwa pochodzi od pobliskiego miasta Sierpuchow). Jego zadaniem było monitorowanie systemów wczesnego ostrzegania. Zgodnie z obustronną doktryną Mutual Assured Destruction w przypadku stwierdzenia ataku jądrowego Związek Radziecki miał odpowiedzieć natychmiastowym i pełnym zaangażowaniem całego arsenału nuklearnego.

## Informacje o ataku
Cztery minuty po północy 26 września 1983 roku komputery w centrum wczesnego ostrzegania wykryły wystrzelenie przez USA międzykontynentalnego pocisku balistycznego skierowanego w stronę ZSRR. Obserwujący ten alarm Pietrow przyjął, że doszło do błędu komputera, ponieważ w doktrynie MAD wystrzelenie pojedynczego pocisku byłoby zachowaniem nieracjonalnym – strona atakująca zmierzałaby do zniszczenia możliwie dużej części arsenału i struktur wojskowych przeciwnika, zanim zdążyłby on odpowiedzieć w równie niszczycielski sposób.
Chwilę później komputery potwierdziły jednak wystrzelenie kolejnych czterech rakiet. W tej sytuacji Pietrow musiał podjąć decyzję, nie dysponując żadnymi innymi źródłami informacji: naziemne radary nie byłyby w stanie wykryć rakiet do chwili wyłonienia się ich zza linii horyzontu, więc ZSRR miałby mniej czasu na skuteczną odpowiedź. Wśród personelu wybuchło zamieszanie.
Po zaprowadzeniu dyscypliny, Pietrow zdecydował się na złamanie przyjętych zasad i uznał, że choć nie ma pewności co do tego, czy problem jest błędem systemu, konsekwencją odpowiedzi zbrojnej będzie w każdym przypadku tylko zwiększenie liczby ofiar. Jak sam stwierdził: Pomyślałem jednak: nikt nie zaczyna ataku jądrowego za pomocą pięciu rakiet! Poza tym nie startowałyby one z jednej bazy. I rzeczywiście, jak się później okazało, był to błąd systemu. Wystąpiły szczególne warunki zależne m.in. od rozmieszczenia satelity na orbicie i położenia Ziemi wobec Słońca. System nie przewidział takiego wariantu, powstało wrażenie, że lecą na terytorium ZSRR rakiety, i taki też obraz wyświetlił się na monitorze. Obserwacje Pietrowa nie zostały zgłoszone do dowództwa. Zdaniem wielu ekspertów zapobiegło to odpowiedzi zbrojnej, która najprawdopodobniej nastąpiłaby zgodnie z przyjętymi wtedy procedurami operacyjnymi i zapoczątkowałaby globalną wojnę nuklearną.

## Reakcja dowództwa i świata
Mimo że Pietrow zapobiegł katastrofie, liczyło się przede wszystkim to, że postąpił wbrew rozkazom swoich przełożonych i naruszył przyjęte procedury operacyjne. Został poddany intensywnym przesłuchaniom, a następnie odsunięty od służby i ukarany naganą, oficjalnie za nieprawidłowe wypełnienie dokumentacji. W 1983 w wieku 45 lat przeszedł na emeryturę. Od tego czasu mieszkał w podmoskiewskim mieście Friazino.
Ze względu na tajemnicę wojskową wydarzenia te były trzymane w tajemnicy do 1998 roku. Dopiero po wielu latach Pietrow został uznany za bohatera:
- 21 maja 2004 roku otrzymał nagrodę World Citizen Award z wypłaceniem części pieniężnej w wysokości 1000 dolarów[3].
- 19 maja 2006 roku został uhonorowany przez Organizację Narodów Zjednoczonych
- 24 lutego 2012 roku otrzymał Niemiecką Nagrodę Mediów (Deutscher Medienpreis)
- 17 lutego 2013 roku uhonorowany w Operze Sempera w Dreźnie nagrodą pokojową „Dresden-Preis”[5]

Zmarł 19 maja 2017 roku.

## Odznaczenia
- Order „Za służbę Ojczyźnie w Siłach Zbrojnych ZSRR” III klasy
- Medal 100-lecia urodzin Lenina
- Medal jubileuszowy „Dwudziestolecia zwycięstwa w Wielkiej Wojnie Ojczyźnianej 1941–1945”
- Medal „Weteran Sił Zbrojnych ZSRR”
- Medal jubileuszowy 50-lecia Sił Zbrojnych ZSRR
- Medal jubileuszowy 60-lecia Sił Zbrojnych ZSRR
- Medal jubileuszowy 70-lecia Sił Zbrojnych ZSRR
- Medal „Za nienaganną służbę” I klasy
- Medal „Za nienaganną służbę” II klasy
- Medal „Za nienaganną służbę” III klasy